# 三宅明正
三宅 明正（みやけ あきまさ、1953年3月30日 - ）は、日本の歴史学者。千葉大学名誉教授。専門は近現代日本労働史。近年は、歴史教科書や通史に関する研究も行なっている。千葉大学大学院人文社会科学研究科長、ハイデルベルク大学招聘客員教授、デリー大学招聘客員教授等を歴任した。冲永賞受賞。

## 経歴
東京都新宿区生まれ。1975年東京教育大学文学部史学科卒業。1977年一橋大学大学院社会学研究科修士課程修了。1981年一橋大学大学院社会学研究科博士課程単位取得退学。指導教官藤原彰。
1981年日本学術振興会奨励研究員。1983年財団法人法政大学大原社会問題研究所員・研究員。1984年千葉大学文学部助手。1987年千葉大学教養部助教授。1994年千葉大学文学部助教授。1998年千葉大学文学部教授。2018年千葉大学定年退職、千葉大学名誉教授。
この間、1997年から1998年までデリー大学大学院招聘客員教授、2003年コーネル大学ファカルティ・フェロー、2007年から2009年まで千葉大学大学院人文社会科学研究科長、2009年ルプレヒト・カール大学ハイデルベルク日本研究所招聘客員教授、2012年から2013年までデリー大学大学院招聘客員教授。1987年冲永賞受賞。

## 著書

### 単著
- 『世界の動きの中でよむ日本の歴史教科書問題』梨の木舎、2002年。
- 『レッド・パージとは何か』大月書店、1994年。

### 共著
- 『日本史A 現代からの歴史』東京書籍（高校日本史教科書）。

### 編著
- （高野和基）『展望日本歴史第23巻 歴史の中の現在』東京堂出版、2004年。

## 参考
- http://www.l.chiba-u.ac.jp/ja/instructor/detail/206/